# جیمز کوئیل
جیمز کوئیل (انگلیسی: James Quayle؛ ۱۸۹۰ – ۱۹۳۶) بازیکن فوتبال اهل بریتانیا بود.
از باشگاه‌هایی که در آن بازی کرده‌است می‌توان به باشگاه فوتبال آرسنال، و باشگاه فوتبال آرسنال، اشاره کرد.